# Besuchetia ceylanica
Besuchetia ceylanica is een keversoort uit de familie schimmelkevers (Latridiidae). De wetenschappelijke naam van de soort werd in 1975 gepubliceerd door Roger Dajoz.